# Dipelicus borneensis
Dipelicus borneensis är en skalbaggsart som beskrevs av Gilbert John Arrow 1911. Dipelicus borneensis ingår i släktet Dipelicus och familjen Dynastidae. Inga underarter finns listade i Catalogue of Life.